# Niania w Nowym Jorku (film)
Niania w Nowym Jorku (tytuł oryg. The Nanny Diaries) – amerykańska tragikomedia filmowa z 2007 roku, powstała na podstawie powieści Niania w Nowym Jorku Emmy McLaughlin i Nicoli Kraus.
Zdjęcia do filmu kręcono na Long Island, Manhattanie (Nowy Jork, USA) i w Toronto (Ontario, Kanada).

## Opis fabuły
Annie Braddock (Johansson) mimo ukończenia studiów, nie widzi siebie jako pracownicy korporacji. Wbrew woli rodziny, zatrudnia się jako niania w bogatej nowojorskiej rodzinie. Zajęcie, które miało przenieść jej potrzebne fundusze, jest bardziej skomplikowane niż się wydawało. Snobistyczni rodzice i spragniony miłości malec to większe wyzwanie dla Annie niż sesja egzaminacyjna.

## Obsada
- Scarlett Johansson – Annie Braddock
- Laura Linney – Pani Alexandra X.
- Alicia Keys – Lynette
- Chris Evans – Harvard Hottie
- Donna Murphy – Judy
- Paul Giamatti – Pan Stan X.
- Nicholas Art – Grayer, syn państwa X.

i inni